# Mutai Risaku

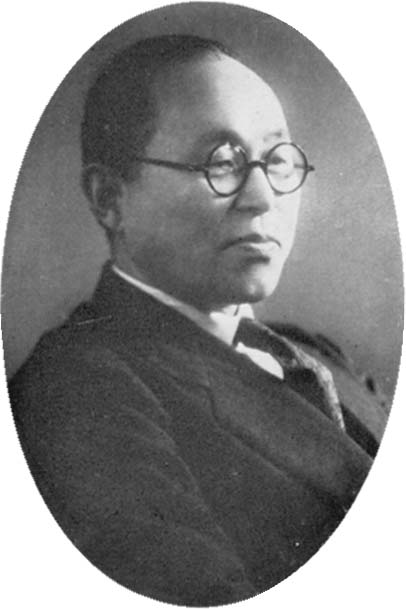
Mutai Risaku

Mutai Risaku (japanisch 務台 理作; geboren 8. August 1890 in der Präfektur Nagano; gestorben 5. Juli 1974) war ein japanischer Philosoph.

## Leben und Wirken
Mutai Risaku begann nach seinem Abschluss an der „Höheren Lehrerbildungsanstalt Tōkyō“ (東京高等師範学校, Tōkyō kōtō shihan gakkō) ein Studium an der Fakultät für Philosophie der Universität Kyōto. Er studierte unter Nishida Kitarō und machte 1918 seinen Abschluss. Nach einer Tätigkeit als Dozent an der „III. Höheren Schule alter Art“ (第三高等学校, Daisan kōtōgakkō) ging er 1926 ins Ausland und bildete sich unter Edmund Husserl weiter. 1935 wurde er Professor an der „Tōkyō University of Literature and Science“ (東京文理科大学, Tōkyō bunrika daigaku) und 1945 deren Präsident. Nachdem er dort 1951 als Meiyo Kyōju worden war, wirkte er bis 1961 als Professor an der Keiō-Universität.
Mutais Philosophie ist dadurch gekennzeichnet, dass sie konsequent versucht, den Weg des Menschen als Vereinigung von Sozialität und Existenz zu begreifen. Dabei war sie vor dem Zweiten Weltkrieg über Hegels Geschichtsphilosophie mit Nishidas Philosophie verwandt.
Nach dem Krieg versuchte er, die marxistische Philosophie mit der existentialistischen Philosophie zu verbinden. Zu seinen Büchern gehören „Hēgeru Kenkyū“ (ヘーゲル研究) – „Hegel-Forschung“, 1935, „Shakai sonzai-ron“ (社会存在論) – „Soziale Ontologie“, 1939, „Shisaku to kansatsu“ (思索と観察) – „Denken und beobachten“, 1968.